# 佛舞龍屬
佛舞龍屬是馳龍科恐龍的一屬，生存於白堊紀早期的蒙古。
模式種是阿斯勒佛舞龍（S. ashile），是在2007年由艾倫·特納（Alan H. Turner）、馬克·諾瑞爾（Mark Norell）等人敘述、命名。屬名是以藏傳佛教節慶「Cham」中的黑帽舞者為名；種名則是以化石發現處，即蒙古國前杭愛省中部的凹石（ / Öösh）為名；而這裡使用的阿斯勒（Ashile）則是20世紀美國古生物學家亨利·奧斯本所記載的舊譯名，間接表揚奧斯本對早期蒙古古生物學的貢獻。
正模標本（編號IGM 100/1119）發現於凹石組（Öösh Formation）地層，地質年代相當於貝里亞階到巴列姆階之間。佛舞龍的外表非常類似中國的原始馳龍類小盜龍與中國鳥龍，顯示在白堊紀早期，可能是1億3000萬年前，蒙古的凹石組與中國東北部的熱河群有類似的動物群構成。正模標本的長度約6公分，包含：一個接近完整的右上頜骨與牙齒、一個部分右齒骨與牙齒、以及一個部分夾板骨。
佛舞龍是種小型掠食恐龍。在2010年，葛瑞格利·保羅估計其身長約1.5公尺，體重約5公斤。佛舞龍具有馳龍科、傷齒龍科、原始鳥翼類的混合特徵。
佛舞龍最初被歸類於馳龍科，親緣分支分類法研究發現牠們的原始馳龍科，但比半鳥亞科還衍化。近年研究則認為牠們屬於小盜龍亞科。